# Uroleucon adesmiae
Uroleucon adesmiae är en insektsart som beskrevs av Mier Durante och Ortego 2008. Uroleucon adesmiae ingår i släktet Uroleucon och familjen långrörsbladlöss. Inga underarter finns listade i Catalogue of Life.